# Reginald Bartholomew
Reginald Bartholomew (Portland, Maine, 17 de febrero de 1936-Ciudad de Nueva York, Nueva York, 26 de agosto de 2012) fue diplomático estadounidense y embajador de los Estados Unidos en el Líbano (1983-1986), España (1986-1989) e Italia (1993-1997). También fue miembro de la Academia de Diplomacia de los Estados Unidos y del Council on Foreign Relations Exteriores. Además, fue miembro del Consejo de Seguridad Nacional de los Estados Unidos (1977-1979).

## Educación e inicios de carrera profesional
Bartholomew se licenció en Historia y Ciencias Políticas por la Dartmouth College en 1958 y obtuvo un Máster en Ciencias Políticas por la Universidad de Chicago. Posteriormente, regresó a la Universidad de Chicago para impartir Ciencias Sociales y Gobierno. Bartholomew también ejerció de profesor en la Universidad Wesleyana, de 1964 a 1968. Durante esos años, conoció e hizo amistad con el actual Presidente Emérito del Consejo Estadounidense de Relaciones Exteriores, Leslie H. Gelb, por entonces también profesor. En 1967, Gelb dejó la universidad para convertirse en asesor político en el Pentágono, y convenció a Bartholomew para que hiciera lo mismo al año siguiente. Ambos ostentaron cargos en diferentes departamentos. Durante la Administración Carter, Bartholomew trabajó en el Consejo de Seguridad Nacional, y luego sucedió a Gelb en el cargo de director de asuntos político-militares en el Departamento de Estado.

## Carrera diplomática
Antes de ser embajador, Bartholomew se dedicó 15 años a asesorar a presidentes y secretarios de Estado, llegando a desempeñar un papel fundamental en las negociaciones SALT II sobre la limitación de armas con la Unión Soviética en 1979.
En 1983, Bartholomew fue nombrado embajador en el Líbano. En los años siguientes, los terroristas bombardearon la Embajada de los Estados Unidos, recientemente construida, así como un cuartel de la Marina. La escalada de violencia obligó a Estados Unidos a retirar sus tropas de la región. Sin embargo, siguiendo la recomendación de Bartholomew, el presidente Reagan retrasó la orden de retirada hasta febrero de 1984.
Bartholomew fue nombrado embajador de los Estados Unidos en España en 1986, donde lideró las negociaciones para conservar una presencia militar muy reducida. Ya había participado en negociaciones similares antes y volvería a hacerlo después, en Italia, donde fue embajador de 1993 a 1997.
Tras su jubilación, se incorporó a Merrill Lynch Investment Banking como Vicepresidente de Europa y Presidente de Italia (1997-2011).
Falleció de cáncer en la Ciudad de Nueva York a los 76 años, dejando a su esposa de 56 años, Rose-Anne (cuyo apellido de soltera es Dognin), cuatro hijos, un hermano y siete nietos.